# Broom Bezzums
Broom Bezzums ist ein in Deutschland ansässiges englisches Musikduo. Es spielt eine Mischung aus Traditionals, Eigenkompositionen und Instrumentalstücken. 

## Geschichte
Andrew Cadie studierte Folkmusik im nordenglischen Newcastle. Er spielte in mehreren Gruppen in England, bevor er nach dem Studium nach Deutschland zog. Mark Bloomer war professioneller Schlagzeuger, bevor er in Irland zur Folkmusik fand.
Broom Bezzums wurde 2005 von den beiden Musikern gegründet. Es entstand aus der gemeinsamen Arbeit bei vielen Sessions. Es trat auf mehreren Folkfestivals auf, unter anderem beim TFF Rudolstadt und beim  Folk im Schlosshof.
2015 spielte die Gruppe live im deutschen Fernsehen beim SWR Kaffee oder Tee und erschien zum Couchgespräch mit Martin Seidler in der SWR Landesschau am 21. September 2015.

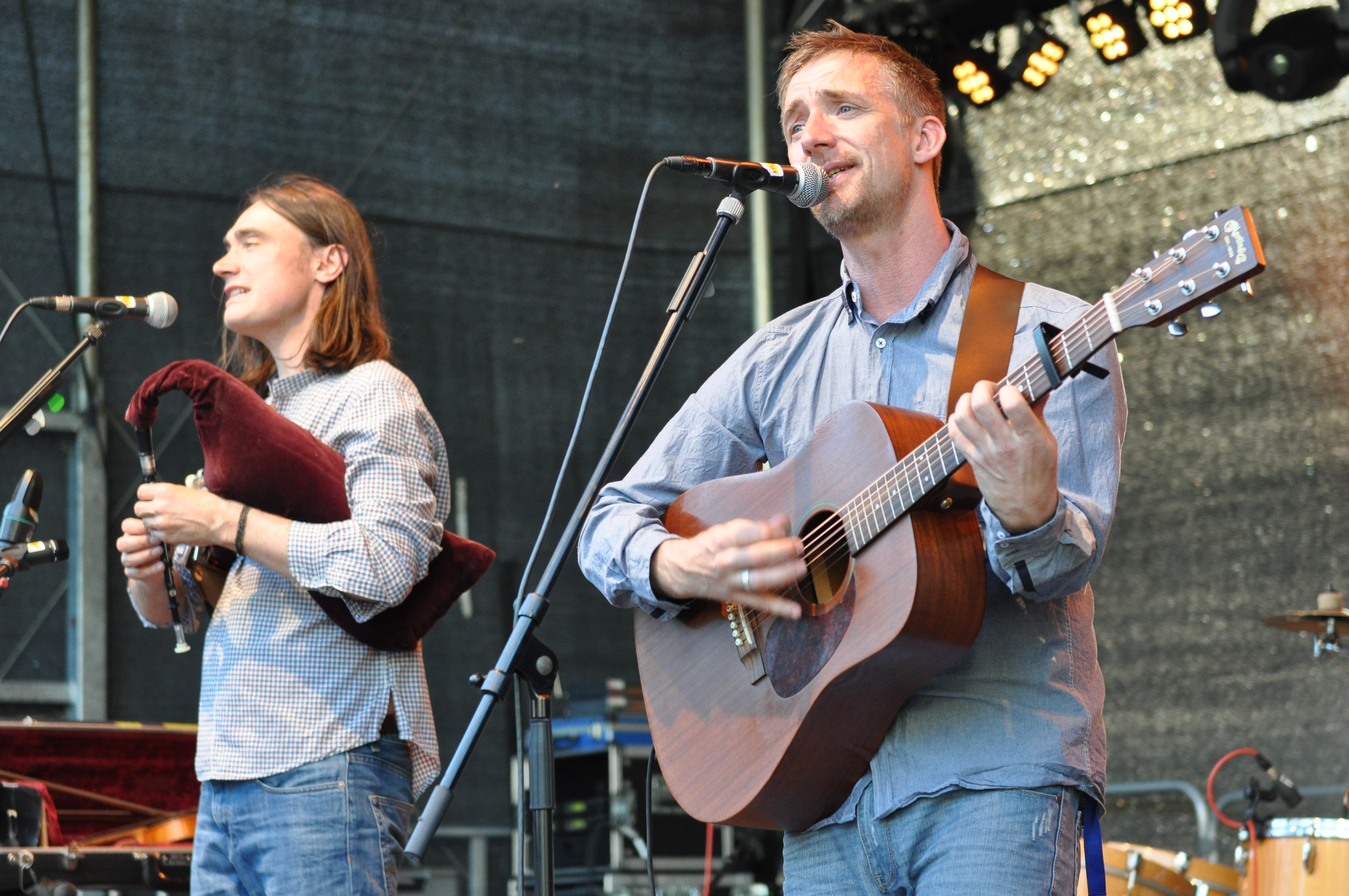
Broom Bezzums beim Folk am Neckar 2015

## Diskografie
- 2007: Arise You Sons of Freedom (Steeplejack Music)
- 2008: Under the Rug (Steeplejack Music)
- 2011: Wine from a Mug (Steeplejack Music)
- 2012: Winterman (Steeplejack Music)
- 2013: Round the Houses (EP) (Steeplejack Music)
- 2015: No Smaller Than the World (Steeplejack Music)
- 2018: Winterman (Bonus Edition) (Steeplejack Music)
- 2025: Standing Strong (Feel Your Way Music)

## Auszeichnungen
- 2010: Deutscher Rock und Pop Preis, 2. Platz als „Beste Folk Rock Band“
- 2008: Deutscher Rock und Pop Preis, 3. Platz als „Beste Folk Rock Band“
- 2016: Preis der deutschen Schallplattenkritik Bestenliste 1-2016[2] Folk und Singer/Songwriter; Weltmusik